# Vandalisme dans le Kent en 2008
À l'automne 2008, une série d'incendies criminels et de vandalisme ont causé des millions de dollars de dommages dans le comté de Kent, à l'est de la province canadienne du Nouveau-Brunswick.

## Actes de vandalisme
Le 22 octobre, un incendie ravage deux édifices du Pays de la Sagouine, faisant plus de 2 millions de dollars de dommages. De plus, l'incendie endommage du matériel ayant du servir à un spectacle de Noël, dont les revenus sont estimés à 300 000 dollars et qui fut annulé. Le 27 octobre 2008, le chef des pompiers de Bouctouche annonce qu'une demi douzaine d'incendies suspects survenus durant les deux derniers mois sont sous enquête. Ceux-ci incluent une ancienne église de Sainte-Anne-de-Kent, un chalet de Notre-Dame-de-Kent, une maison abandonnée de Saint-Louis-de-Kent et un restaurant. Aucun de ces incendies n'a fait de blessés. La Gendarmerie royale du Canada annonce que l'incendie du Pays de la Sagouine n'est peut-être pas lié, alors qu'un groupe de citoyen projette d'instaurer un programme de surveillance de quartier.
Dans la soirée du mercredi 29 octobre, des rumeurs se répandent concernant des menaces d'incendie, d'attentat à la bombe ou de fusillade à la Polyvalente Clément-Cormier de Bouctouche qui pourraient avoir lieu le jour d'Halloween, soit le vendredi 31 octobre. Ces menaces s'ajoutent au vandalisme d'un autobus scolaire à Notre-Dame-de-Kent, de vitres cassées à l'école Mont-Carmel de Sainte-Marie-de-Kent et de l'incendie d'une remise à Bouctouche. Pour cette raison, le district scolaire 11 et la GRC prennent les menaces au sérieux. Le 31 octobre, des policiers surveillent l'école en plein jour, s'ajoutant à ceux habituellement présents le soir d'Halloween. 450 des 593 élèves de l'école restent chez-eux à cause de rumeurs. Aucun incident n'a eu lieu et il n'y a pas eu de lettre de menace, contrairement aux rumeurs.
Dans la nuit du dimanche 2 au lundi 3 novembre, le Club de tir de Bouctouche est ravagé par les flammes. La GRC ouvre une enquête.

## Enquête et procès
Dans la première semaine de novembre, la GRC arrête deux adultes dans la vingtaine et un adolescent. Le 6 novembre, quatre autres mineurs sont arrêtés. Trois des mineurs fréquentaient la polyvalente Clément-Cormier. L'un des adultes sera accusé de quatre méfaits criminels de graffiti. L'autre fera face à 17 chefs d’accusation de vol d'essence dans la région de Moncton et à un chef d'incendie criminel, sur une grange de Sainte-Marie-de-Kent. Les deux autres adolescentes feront face à plusieurs accusations d’incendies criminels ainsi qu’à d’autres infractions connexes et seraient responsables de l'incendie du centre de tir et d'une maison abandonnée le jour d'Halloween. Tous sont libérés sous conditions en attente de leur procès. La police annonce qu'entre quatre et six autres suspects sont recherchés.
Les Track Side, une prétendue bande de jeunes délinquants, sont soupçonnés d'être liés aux actes de vandalisme. Le caporal Claude Tremblay affirme plutôt qu'il doute de ces accusations, car les crimes ne semblent pas être reliés au commerce de drogue et qu'il n'y a pas de gang de rue connu à Bouctouche.

## Conséquences
Les édifices du Pays de la Sagouine ont été reconstruits.
La section de vidéo à la demande CapTV, du portail CapAcadie.com, a été inaugurée par des vidéos portant sur le parc, dont le premier fait allusion à l'incendie.